# Копальня Дуглас
Копальня Дуглас — колишнє гірничодобувне підприємство на півдні Австралії.
Запаси належного компанії Iluka Resources Ltd родовища Дугас оцінили у 74 млн тонн руди з середнім вмістом важких мінералів 8 %, серед яких 9 % припадало на циркон, 5 % на рутил та 43 % на ільменіт (також були наявні певні обсяги лейкоксену). Особливістю проєкту було те, що ільменіт не розглядався як товарний продукт, хоча, якщо з'являвся покупець, могли відправляти партії ільменітового концентрату до Китаю.
Розкривні роботи стартували в грудні 2004 року, а в серпні 2005-го почалось вилучення цільових пісків з підвищеним вмістом важких мінералів, які надходили на збагачувальну фабрику для виробництва рутил-цироконового концентрату. Необхідну для роботи копальні воду подали за допомогою трубопроводу завдовжки 20 кілометрів від водосховища Роклендс. Концентрат вивозили автотранспортом на розташований менш ніж за сотню кілометрів завод сепарації у Гамільтоні.
Видобуток зростав і в 2008 році змогли вилучити 113 тисяч тонн циркону, 66 тисяч тонн рутилу та 6 тисяч тонн лейкоксену. Втім, при таких високих темпах розробки запаси доволі швидко вичерпались і наприкінці січня 2012-го видобуток руди припинився (виробітка концентрату тривала до кінця березня).
Згодом узялись за рекультивацію, при цьому один з кар'єрів використали для захоронення відходів з трохи підвищеною радіоактивністю згаданого вище заводу в Гамільтоні.